# Goldene Himbeere/Schlechteste Filmmusik
Die Goldene Himbeere für die schlechteste Filmmusik wurde von 1982 bis 1986 vergeben.

## Schlechteste Filmmusik 1982 bis 1986

### 1982
- John Barry für Die Legende vom einsamen Ranger (The Legend Of The Lone Ranger)

Außerdem nominiert:
- David Mansfield für Heaven’s Gate – Das Tor zum Himmel (OT: Heaven’s Gate)
- Tangerine Dream für Der Einzelgänger (OT: Thief, alternativer OT: Violent Streets)
- Joe Renzetti für Geheimauftrag Hollywood (OT: Under The Rainbow)
- Ian Fraser für Zorro mit der heißen Klinge (OT: Zorro, The Gay Blade)

### 1983
- Kit Hain für Pirate Movie (The Pirate Movie)

Außerdem nominiert:
- Ennio Morricone für Butterfly – Der blonde Schmetterling (Butterfly)
- Jimmy Page für Der Mann ohne Gnade (OT: Death Wish II)
- John Williams für Monsignor (OT: Monsignor)
- Ennio Morricone für Das Ding aus einer anderen Welt (OT: John Carpenter’s The Thing)

### 1984
- Charles Calello, Jeff Harrington, J. Pennig und Roger Voudouris für Karriere durch alle Betten (The Lonely Lady)

Außerdem nominiert:
- Peer Raben für Querelle
- Giorgio Moroder für Superman III – Der stählerne Blitz (OT: Superman III)
- Michel Legrand (Musik), Marilyn & Alan Bergman (Text) für Yentl
- John Scott, sowie Guido & Maurizio De Angelis für Einer gegen das Imperium (OT: Yor: The Hunter From The Future)

### 1985
- Peter Bernstein und Elmer Bernstein (Liebesszenen) für Ekstase (Bolero)

Außerdem nominiert:
- Giorgio Moroder für Metropolis (Metropolis) und Nachts werden Träume wahr (Thief Of Hearts)
- Dolly Parton (Original Musik und Text), Mike Post (Adaption, Dirigent) für Der Senkrechtstarter (Rhinestone)
- Richard Hartley für Sheena – Königin des Dschungels (Sheena – Queen Of The Jungle)
- Sylvester Levay (Original Musik), Dennis Pregnolato (Soundtrack) für Beach Parties (Where The Boys Are ’84)

### 1986
- Vince DiCola für Rocky IV – Der Kampf des Jahrhunderts (Rocky IV)

Außerdem nominiert:
- Thomas Dolby für Jackpot (Fever Pitch)
- Jerry Goldsmith für Quatermain – Auf der Suche nach dem Schatz der Könige (King Solomon’s Mines)
- John Corigliano für Revolution
- Paul Zaza für Das Schlitzohr (TURK 182!)